# Тулия (Техас)
Тулия (англ. Tulia) — город в США, расположенный в северной части штата Техас, административный центр округа Суишер. По данным переписи за 2010 год число жителей составляло 4967 человек, по оценке Бюро переписи США в 2018 году в городе проживало 4706 человек.

## История
В 1887 году в 15 километрах от нынешнего города был основан почтовый офис. Изначально поселение было названо Тул (англ. Tule) по названию протекавшего поблизости ручья, но в процессе оформления в документы закралась ошибка и официально почтовый офис стал называться Тулия. Через два года почтовое отделение сменило хозяина и место. В 1890 году, когда был создан округ Суишер, было принято решение о создании полноценного города и административного центра на месте поселения. Тогда же в Тулии начала издаваться первая газета, «Staked Plains Messenger». В 1897 году в городе появилась первая методистская церковь.
К 1900 году город являлся важным остановочным пунктом грузовых повозок, направлявшихся к станциям железных дорог в Колорадо и Амарилло. В 1901 году до Амарилло была проведена телефонная связь. В 1906 году в Тулию пришла линия железной дороги Santa Fe. В 1909 году был принят устав города и избран первый мэр. Между 1910 и 1920 годами Тулия была известна как город ветряных мельниц из-за большого количества мельниц в округе. Тулия оставалась сельскохозяйственным и фермерским центром. К 1980-м годам в городе производились одежда и орудия сельского хозяйства, поблизости располагалось несколько заводов кормов для животных.

### Скандал с арестом наркоторговцев 1999 года
В 1999 году Тулия получила известность в связи с делом о наркоторговле, по результатам которого были задержаны 46 человек. Из них 40 были афроамериканцами, а остальные 6 имели с ними тесные связи и проживали в афроамериканской части города. Таким образом, было арестовано около десятой части афроамериканского населения города. Все обвинения были основаны на показаниях одного человека, сотрудника полиции Тома Коулмана. Коулман предпочитал работать под прикрытием в тех частях сельской местности Техаса, где не хватало денег на полицию, часто меняя место работы. Коулман утверждал, что в Тулии ему удалось совершить около сотни сделок с наркоторговцами. Он никогда не производил фото- и видеофиксацию сделок, однако, утверждал, что он тщательно записывал все на ногах и руках под одеждой, пока никто не видел.
Во время облавы ни больших сумм денег, ни запрещённых наркотических веществ, ни следов их применения, ни незаконно хранящегося оружия найдено не было. У обвиняемых в наркодилерстве не нашли никаких следов полученных от сделок денег. На упаковках наркотиков, которые, как утверждал Коулман, он купил у обвиняемых, не было обнаружено отпечатков пальцев. В деле не было независимых свидетелей, в показаниях Коулмана содержались неточности в описаниях дилеров, у которых он предположительно купил кокаин. Один из арестованных смог опровергнуть обвинения против него, доказав, что он в момент инкриминируемой ему сделки был на работе. Ещё одна обвиняемая представила в доказательство записи банка и телефонных разговоров, подтверждавших что она находилась в Оклахома-Сити, штат Оклахома во время преступления, в котором её обвиняли. Тем не менее большинство обвиняемых, основываясь на предыдущих приговорах расово предвзятого жюри, пошли на сделку со следствием, чтобы получить меньшие сроки. Остальные обвиняемые получили наказание на основании одних только показаний Коулмана. Департамент охраны общественного правопорядка Техаса признал Коулмана полицейским года.
В начале 2000-х адвокат, защитник гражданских прав Джефф Блэкберн из Амарилло начал собственное расследование дел, которые вели защитники обвиняемых в Тулии. К нему присоединились адвокаты других фирм и защитные организации по всей стране. Со временем, дело приобрело широкую известность и прошёл сбор денег на законное обжалование дел. К 2004 году Блэкберну удалось освободить большинство из «сорока шести из Тулии» и было достигнуто соглашение, включавшее выплату $6 000 000 пострадавшим и прекращение подачи новых судебных исков. Местные органы власти по-прежнему придерживались жесткой позиции, обещая, что город не превратится в «игровой автомат» по раздаче денег в виду нового судебного процесса о полицейской жестокости во время другой облавы в 2001 году.
В 2005 году Коулман был признан виновным в даче ложных показаний и приговорён к условному заключению на 10 лет и штрафу в $7500.
Случай в Тулии привёл к появлению в сенате новых законов, требовавших увеличения доказательной базы при осуждении за наркоторговлю, а также проведения более тщательного отбора сотрудников полиции и других правоохранительных органов, для участия в делах, связанных с наркотиками. Однако проекты законов, дважды выносившиеся на рассмотрение, были оба раза отвергнуты сенатом.

## География
Тулия находится в центральной части округа, его координаты: 34°32′16″ с. ш. 101°46′28″ з. д..
Согласно данным бюро переписи США, площадь города составляет около 9,2 квадратных километров, практически полностью занятых сушей.

### Климат
Согласно классификации климатов Кёппена, в Тулии преобладает семиаридный климат умеренных широт (BSk).
| Показатель                    | Янв.  | Фев.  | Март  | Апр. | Май  | Июнь | Июль | Авг. | Сен. | Окт. | Нояб. | Дек.  | Год   |
| ----------------------------- | ----- | ----- | ----- | ---- | ---- | ---- | ---- | ---- | ---- | ---- | ----- | ----- | ----- |
| Абсолютный максимум, °C       | 31,1  | 30,6  | 34,4  | 37,2 | 41,1 | 43,3 | 40,6 | 40,6 | 40   | 37,2 | 31,1  | 26,7  | 43,3  |
| Средний суточный максимум, °C | 10,9  | 13,2  | 17,4  | 22,6 | 27,1 | 31,6 | 33,1 | 32,2 | 28,5 | 23,3 | 16,4  | 11,6  | 22,3  |
| Средняя температура, °C       | 2,7   | 4,8   | 8,5   | 13,7 | 18,8 | 23,6 | 25,5 | 24,7 | 20,8 | 15   | 8,1   | 3,6   | 14,2  |
| Средний суточный минимум, °C  | −5,4  | −3,7  | −0,3  | 4,8  | 10,4 | 15,7 | 17,9 | 17,2 | 13,1 | 6,7  | −0,2  | −4,4  | 6     |
| Абсолютный минимум, °C        | −22,2 | −23,3 | −16,1 | −7,2 | −2,2 | 5,6  | 8,9  | 4,4  |      | −8,9 | −19,4 | −23,3 | −23,3 |
| Норма осадков, мм             | 15    | 16    | 27    | 33   | 68   | 88   | 56   | 61   | 53   | 43   | 20    | 16    | 495   |
| Источник: weatherbase.com     |       |       |       |      |      |      |      |      |      |      |       |       |       |

## Население
Согласно переписи населения 2010 года в городе проживало 4967 человек, было 1624 домохозяйства и 1143 семьи. Расовый состав города: 70,7 % — белые, 10,2 % — афроамериканцы, 0,8 % — коренные жители США, 0,2 % — азиаты, 0,0 % (2 человека) — жители Гавайев или Океании, 16,1 % — другие расы, 2 % — две и более расы. Число испаноязычных жителей любых рас составило 45 %.
Из 1624 домохозяйств, в 37,2 % живут дети младше 18 лет. 50,5 % домохозяйств представляли собой совместно проживающие супружеские пары (20,3 % с детьми младше 18 лет), в 14,2 % домохозяйств женщины проживали без мужей, в 5,7 % домохозяйств мужчины проживали без жён, 29,6 % домохозяйств не являлись семьями. В 27 % домохозяйств проживал только один человек, 14,3 % составляли одинокие пожилые люди (старше 65 лет). Средний размер домохозяйства составлял 2,66 человека. Средний размер семьи — 3,24 человека.
Население города по возрастному диапазону распределилось следующим образом: 29,4 % — жители младше 20 лет, 27,2 % находятся в возрасте от 20 до 39, 27,8 % — от 40 до 64, 15,7 % — 65 лет и старше. Средний возраст составляет 33,7 года.
Согласно данным пятилетнего опроса 2018 года, средний доход домохозяйства в Тулии составляет 31 853 доллара США в год, средний доход семьи — 34 212 долларов. Доход на душу населения в городе составляет 15 599 долларов. Около 25,9 % семей и 29,3 % населения находятся за чертой бедности. В том числе 44 % в возрасте до 18 лет и 16,3 % в возрасте 65 и старше.

## Местное управление
Управление городом осуществляется избираемыми мэром и городским советом, состоящим из четырёх человек, избираемых по районам города.

## Инфраструктура и транспорт
Через Тулию проходят межштатная автомагистраль I-27, автомагистраль 87 США, а также автомагистраль 86 штата Техас.
В городе располагается муниципальный аэропорт Тулии и округа Суишер. Аэропорт располагает одной взлётно-посадочной полосой длиной 1486 метров. Ближайшим аэропортом, выполняющим коммерческие пассажирские рейсы, является Международный аэропорт Рика Хасбанда в Амарилло. Аэропорт находится примерно в 95 километрах к северу от Тулии.

## Образование
Город обслуживается независимым школьным округом Тулия.

## Экономика
Согласно ежегодному финансовому отчёту города за 2015 год, Тулия владел активами на $9,05 млн, долговые обязательства города составляли $5,23 млн. Доходы города в 2015 году составили $6,10 млн, а расходы — $5,89 млн.

## Город в популярной культуре
- Документальный фильм «Tulia, Texas: Scenes from the Drug War», снятый Сарой и Эмили Кунстлер в 2003 году победил в номинации «Лучший короткометражный документальный фильм» на Вудстокском кинофестивале[28].
- Другой документальный фильм, снятый Кассандрой Херман и Келли Уэйлен дебютировал на фестивале South by Southwest в Остине в 2008 году, и был показан каналом PBS в 2009[29].
- В 2007 году было объявлено, что компания Paramount Pictures планирует снять фильм про события 1999 года. Режиссёром фильма был назван Джон Синглтон, а в главных ролях заявлены Билли Боб Торнтон и Хэлли Берри[30]. Производство фильма так и не началось.
- Также о событиях 1999 года рассказывается в документальном фильме «American Drug War: The Last White Hope»